# Harnas

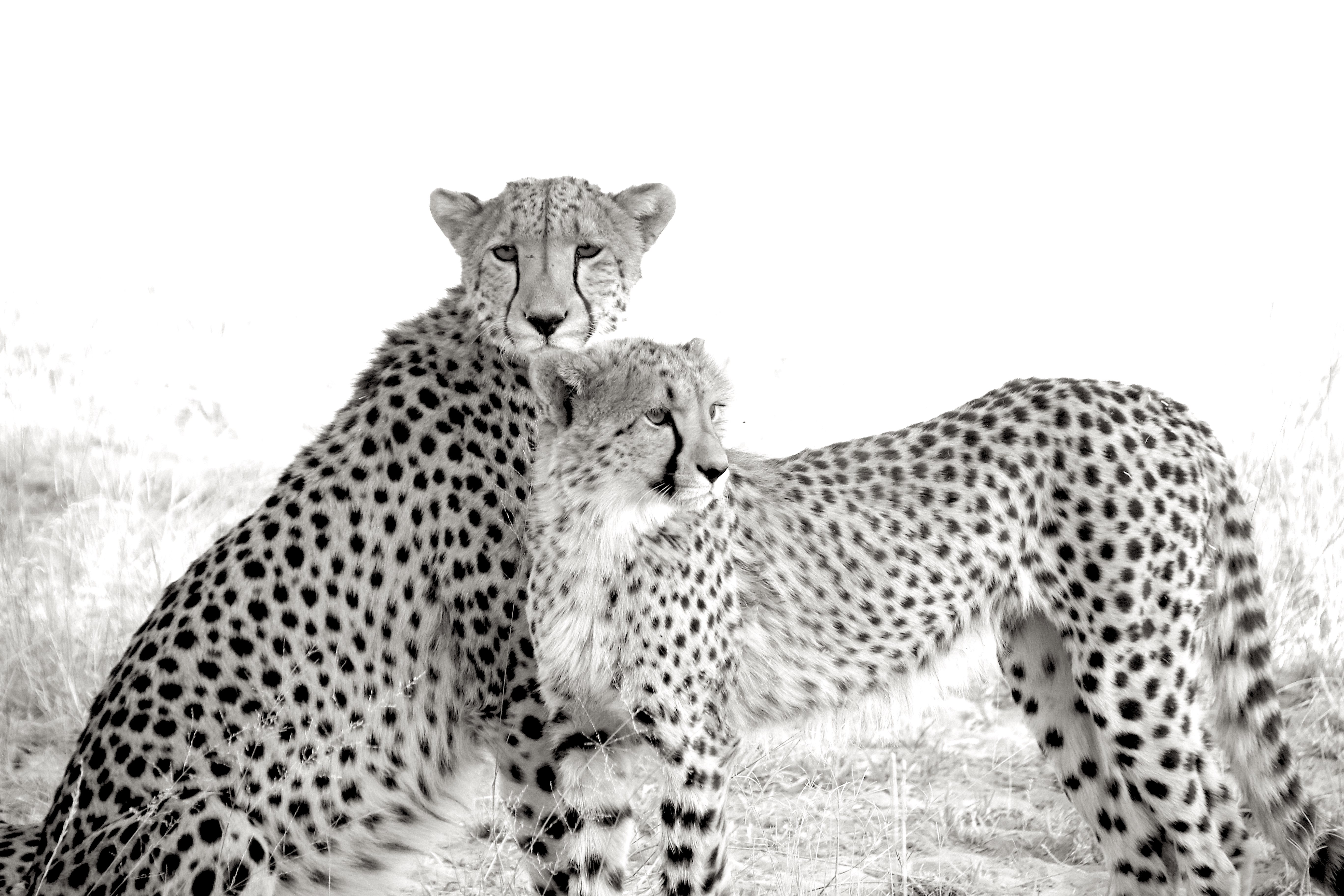
Geparde

Harnas ist eine Farm mit privatem Wildschutzgebiet in Namibia, ungefähr 300 Kilometer östlich der Hauptstadt Windhoek und siebzig Kilometer nördlich von Gobabis. Sie wird von der Stiftung Harnas Wildlife Foundation betrieben.
Die gleichnamige dort ansässige Organisation betreibt ein Tierwaisenhaus und medizinisches Zentrum, das missbrauchte, verletzte und gefangen gehaltene wilde Tiere aus Namibia aufnimmt. Des Weiteren wird die benachteiligte San-Bevölkerung aktiv unterstützt.

## Geschichte
1978 erwarben die Farmer Nick und Marieta van der Merwe eine missbrauchte Grüne Meerkatze aus der Hand von Wilderern für fünf Rand und etwas Brot. In den nachfolgenden Jahren folgten der Meerkatze weitere Tiere, die auf der Farm untergebracht wurden. Es entstand ein vom Eigentümer geschütztes Wildnisgebiet, das einen zunehmenden Teil des Geländes der Farm einnimmt. Heute leben auf der Farm in verschiedenen Gehegen und im Schutzgebiet unter anderem Löwen, Geparden, Leoparden, Karakale, Adler, Meerkatzen, Mungos, Zebras, Paviane, Afrikanische Wildhunde und Springböcke. Um die Betriebskosten der Farm und die Versorgung der Wildtiere dauerhaft zu finanzieren, hat die Familie van der Merwe die Harnas Wildlife Foundation gegründet und die Farm Harnas für Besucher und Volontäre geöffnet. Zudem gehören zum Angebot der Farm seit einiger Zeit Safari-Touren.
Die internationale Schirmherrschaft über die Harnas Wildlife Foundation übernahmen Brad Pitt und Angelina Jolie.

## Infrastruktur

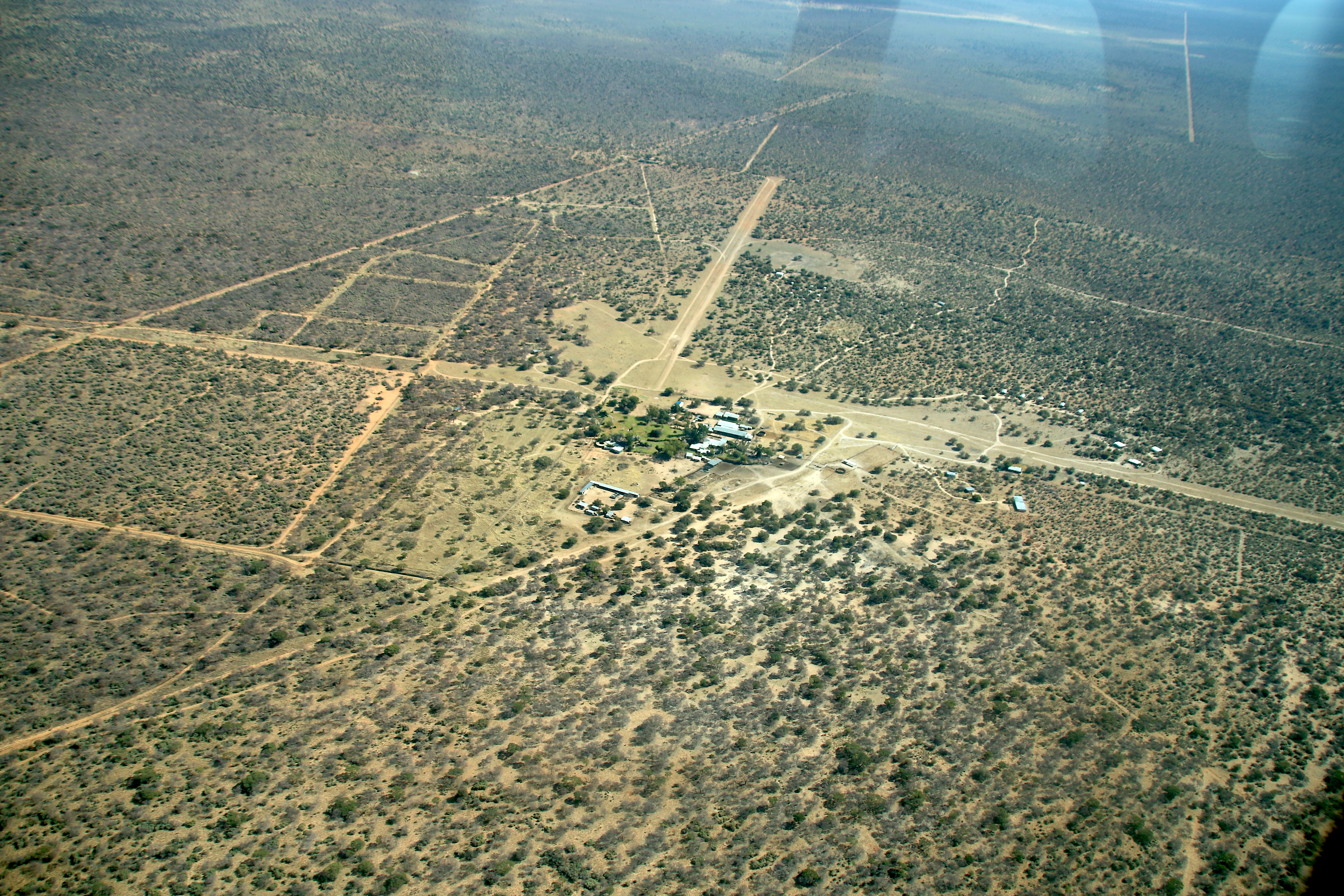
Harnas

Neben dem Haupthaus, den Quartieren für die Volontäre und den Gehegen des Tierwaisenhauses und des medizinischen Zentrums für Wildtiere gehören auch eine Gästefarm und ein Flugplatz zu Harnas. Auf dem Farmgelände besteht zusätzlich ein speziell eingezäuntes Gebiet, in dem Tiere nach erfolgter Pflege verbleiben können.

## Projekte
Im Laufe der Jahre haben sich folgende Projekte entwickelt:

### Harnas Lifeline Projekt
In einem geschützten und eingezäunten Gelände von 8.000 Hektar werden geeignete Tiere, die zuvor gerettet und aufgezogen wurden, wieder ausgewildert. So wird es ihnen ermöglicht, in ihrem natürlichen und ursprünglichen Lebensraum ohne menschliche Eingriffe zu leben.

### Harnas Wildhundprojekt
Der Afrikanische Wildhund (Lycaon pictus) gehört zu den am meisten bedrohten Tierarten in Afrika, deren Schutz sich die Harnas Wildlife Foundation verschrieben hat. Derzeit beherbergt Harnas in verschiedenen Rudeln mehr als 30 dieser Tiere.

### Harnas Volontärsprojekt
Das Volontärprogramm wurde vor ungefähr zehn Jahren gestartet und gibt interessierten Tierfreunden im Alter zwischen 18 und 45 aus der ganzen Welt die Möglichkeit, auf Harnas aktiv mitzuwirken. Dieses umfasst verschiedene Gebiete der Tierwelt, der Forschung, der Kinderbetreuung und auch Medizinprojekte.

### Cheeky Cheetah Projekt
Da ein großer Teil der Mitarbeiter auf der Tierschutzfarm dem Volk der San angehören, hat sich die Harnas Wildlife Foundation der Förderung dieses ursprünglichen Nomadenvolkes angenommen.
Das Cheeky Cheetah Tageszentrum ist eine kindgerechte Vorschule, die die Kinder der San auf den Besuch einer Schule vorbereitet. Sie lernen die englische Sprache und Afrikaans, hygienische Grundregeln, und die Liebe zum Lernen soll geweckt werden. Harnas hat dazu eine eigene Lehrerin angestellt. Die Kinder kommen fünfmal die Woche zusammen, bekommen eine warme Mahlzeit, können duschen und werden spielerisch auf die Schule vorbereitet.
Zur Unterstützung der San-Familien werden Patenschaften vergeben.

### San-Entwicklungshilfe
Zur Förderung der benachteiligten San-Bevölkerung beschäftigt die Harnas Wildlife Foundation nicht nur viele dieser Buschmänner, sondern unterhält auch eine Lehrwerkstatt für handwerkliche Berufe. Die San erlernen hier Arbeiten in der Tischlerei, der Elektrik, Installationen, Autoreparaturen sowie Farmarbeiten und erhalten die Möglichkeit, auch auf anderen Farmen qualifiziert zu arbeiten.

## Harnas in Fernsehsendungen
Seit 2011 strahlt Das Erste die Sendung Das Waisenhaus für wilde Tiere aus. Junge Volontäre aus Deutschland, Österreich und der Schweiz leben für zwei Wochen auf Harnas, kümmern sich zusammen mit den angestellten Buschmännern um die Tiere und stellen die ihnen übertragenen Pflegefälle vor. Es wurden 125 Folgen in drei Staffeln gesendet. Zudem wurde das Filmmaterial in 84 25-minütige Kurzfolgen umgeschnitten, die von 2014 bis 2015 in zwei Staffeln erstausgestrahlt wurden.
Vom 30. April 2014 bis zum 15. Oktober 2014 wurden 26 Episoden der Fernsehserie Harnas – Die Buschklinik im Ersten ausgestrahlt. Die Serie hat ihr Hauptaugenmerk auf der medizinischen Abteilung der Farm.